# Las Lomitas (Argentyna)
Las Lomitas – miasto w Argentynie, w prowincji Formosa, w departamencie Patiño.
Według danych szacunkowych na rok 2010 miejscowość liczyła 12 399 mieszkańców.